# Fright Night 2
Pour plus de détails, voir Fiche technique et Distribution.
Fright Night 2 est une comédie horrifique réalisé par Eduardo Rodríguez, sortie en 2013. Le film reprend les personnages de Vampire, vous avez dit vampire ? de Tom Holland qui est sorti en 1985.

## Fiche technique
- Titre original et français : Fright Night 2
- Réalisation : Eduardo Rodríguez
- Scénario : Matt Venne
- Budget : 8 000 000 $
- Pays d'origine : États-Unis
- Genre : Comédie horrifique
- Durée : 100 minutes
- Dates de sortie : 
  - États-Unis : 1er octobre 2013
  - France : 18 mars 2017

## Distribution
- Will Payne : Charley Brewster
- Jaime Murray : Gerri Dandridge
- Sean Power : Peter Vincent
- Sacha Parkinson : Amy Peterson
- Chris Walker : Ed Bates
- John-Christian Bateman : Chaperone